# Bahnbetriebswerk Straßburg
Das Bahnbetriebswerk Straßburg (französisch Dépôt de Strasbourg) war das größte der Bahnbetriebswerke in Straßburg und ist heute unter der Bezeichnung Technicentre immer noch aktiv.

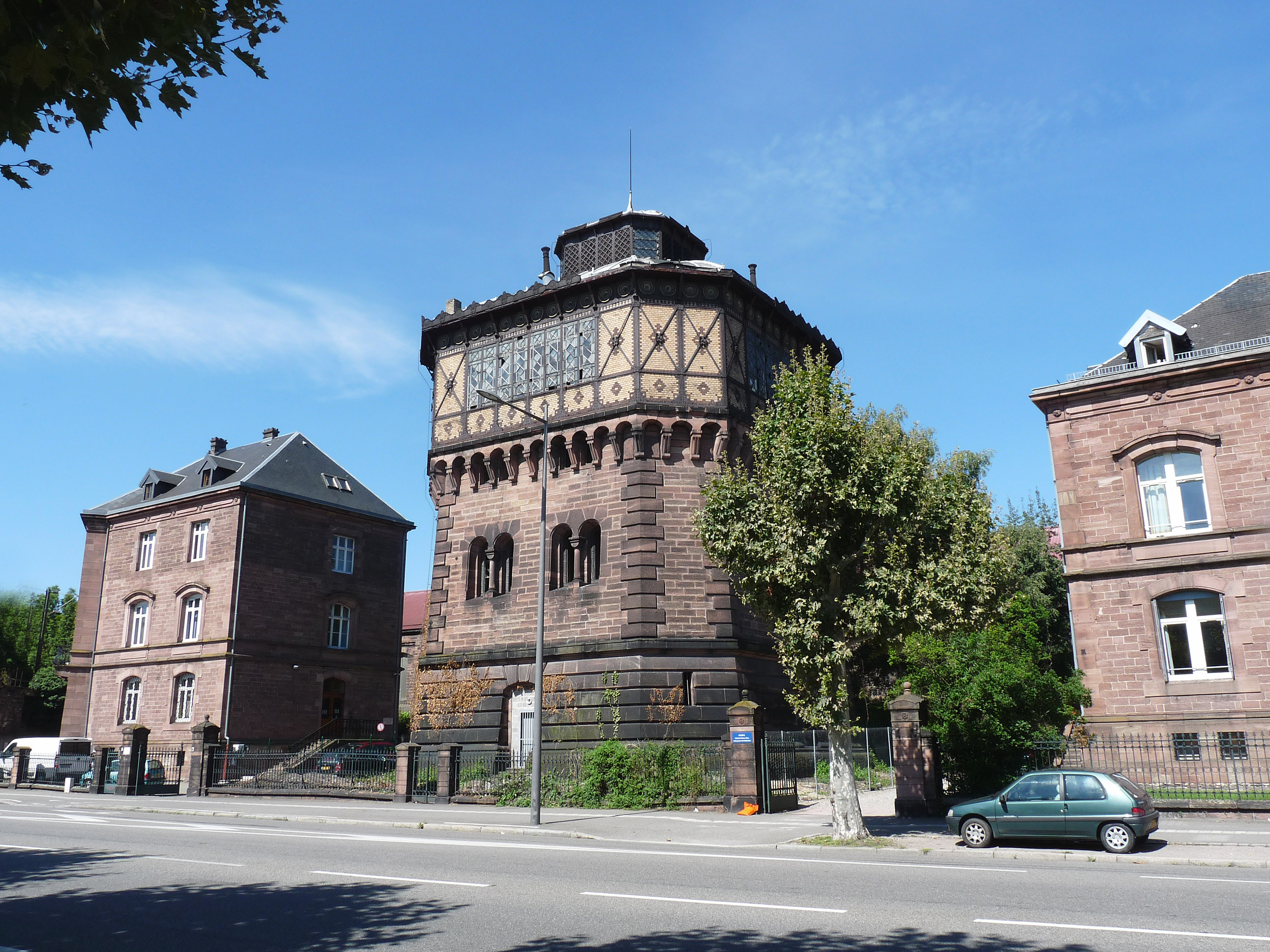
Wasserturm des Bahnbetriebswerks Straßburg

## Geschichte

### Erstes BW
Das erste Bahnbetriebswerk (BW) von Straßburg wurde spätestens mit der Eröffnung der Bahnstrecke Strasbourg–Basel 1844 in Betrieb genommen und befand sich am alten „Hauptbahnhof“, innerhalb der Stadtmauern der historischen Stadt im Bereich der heutigen Rue Marais-Vert (Grüner Bruch) und des Einkaufszentrums Place des Halles. Es lag dort zwischen einem Gasometer und einem Schießpulvermagazin ohne Erweiterungsmöglichkeiten. Das BW hatte einen Lokschuppen mit vier Gleisen, in dem 16 Lokomotiven eingestellt werden konnten.:218

### Zweites BW
Schon mit Aufnahme des Verkehrs auf der Bahnstrecke Paris–Strasbourg 1852 wurde es eng und die Kapazität reichte nicht mehr aus, als 1861 die Strecke nach Kehl hinzu kam. Deshalb nahm noch im gleichen Jahr ein neues BW den Betrieb auf. Es lag in Cronenbourg, heute ein Stadtbezirk im Westen von Straßburg, in dem von den aus Paris und Straßburg kommenden Strecken gebildeten Zwickel. Hier standen zwei Lokschuppen mit insgesamt 32 Gleisen und 600 m weiteren Abstellgleisen zur Verfügung. Es gab die üblichen Einrichtungen, die zum Betrieb von Dampflokomotiven erforderlich sind, und ein Übernachtungsgebäude für das Fahrpersonal. Das neue BW kostete 1 Mio. Francs.:218
Die Anlage, die bis dahin zur Compagnie des chemins de fer de l’Est (EST) gehört hatte, ging 1871 in Folge des Deutsch-Französischen Kriegs an das Deutsche Reich und die Reichseisenbahnen in Elsaß-Lothringen (EL) über, die sie weiter ausbauten: Ein dritter Lokschuppen wurde angefügt und die Kapazität auf 40 Gleise erhöht. Dieses zweite BW blieb bis 1906 in Betrieb, als der Rangierbahnhof Hausbergen mit einem eigenen BW seinen Betrieb aufnahm.:218

### Drittes BW

#### Reichseisenbahnen in Elsaß-Lothringen
Mit dem kompletten Um- und Neubau der Bahnanlagen in Straßburg entstand ein neuer Hauptbahnhof, der 1883 eingeweiht wurde. Zeitgleich entstand in unmittelbarer Nachbarschaft auch das dritte Straßburger BW, das noch heute in Betrieb ist. Zentrales Gebäude des neuen BW war ein Rechteckschuppen mit 17 parallelen Gleisen, die über eine Schiebebühne befahren wurden. Hier konnten zunächst bis zu 63 Lokomotiven gleichzeitig stehen, später waren es 65. Zusätzlich gab es zwei Drehscheiben mit einem Durchmesser von 16 m. Die nördliche wurde 1909 durch eine 20-m-Drehscheibe ersetzt, weil die alte für die neu gelieferten Schnellzuglokomotiven der Gattung S 12 zu klein war.:218
Weitere markante Gebäude sind der Wasserturm, erhalten und heute ein Kulturdenkmal, flankiert von zwei Wohngebäuden. Im Wasserturm ist heute das „Château Vodou” (früher: “Musée Vodou”) untergebracht. Die beiden Wohngebäude enthielten zum einen die Dienstwohnung des Leiters des BW, zum anderen Übernachtungsmöglichkeiten für Fahrpersonal. Die zentrale Heizanlage dafür wurde aus Platzgründen auf der gegenüberliegenden Straßenseite errichtet. Dafür wurden ehemalige Kessel von Dampflokomotiven letztverwendet.:218
Mit der Eröffnung des BW im Bahnhof Hausbergen kam es zu einer Arbeitsteilung: Das BW am Straßburger Hauptbahnhof war für die Lokomotiven des Personen- und Postverkehrs zuständig, das BW Hausbergen für die des Güterverkehrs.:218

#### Administration des chemins de fer d’Alsace et de Lorraine
Nach dem Ersten Weltkrieg wurde der Eisenbahnbetrieb im ehemaligen Reichsland Elsaß-Lothringen in der Administration des chemins de fer d’Alsace et de Lorraine (AL) neu organisiert, die auch das BW Straßburg übernahm. Sie baute es weiter aus. Neue Verwaltungsgebäude entstanden und wegen der Zuweisung der AL S 14 musste die nördliche Drehscheibe erneut – nun einer 24 m-Drehscheibe – weichen. 1934/35 entstand eine dreigleisige Halle für die seit 1933 hier stationierten und nun vermehrt eingesetzten Triebwagen mit einer Betankungsanlage. Schon 1936 musste die Halle vergrößert werden.:218
Stationiert war im BW Straßburg auch ein Hilfszug mit Arztwagen, einem Personen- und zwei Güterwagen und einem 45-t-Kran.:218

#### Ab 1938
Mit Formierung der SNCF zum 1. Januar 1938 gehörte auch das BW Straßburg zur neuen französischen Staatsbahn. Unmittelbar vor dem Zweiten Weltkrieg waren hier 92 Lokomotiven beheimatet sowie die erwähnten Triebwagen. Mit Kriegsbeginn wurden die Fahrzeuge und die Werkzeugmaschinen des BW aufgrund einer zuvor festgeschriebenen Planung nach Westen verlegt.:218 Mit der französischen Kapitulation im Juni 1940 übernahm die Deutsche Reichsbahn die Eisenbahneinrichtungen auch im Elsass und es wurde vereinbart, das evakuierte Gerät zurückzubringen, was im Herbst 1940 abgeschlossen war. Das BW erlitt nur einen schweren Luftangriff, bei dem vier Lokomotiven zerstört wurden. Auch mit und nach der Befreiung Straßburgs am 23. November 1944 arbeitete das BW weiter. Ende 1945 waren hier 85 Maschinen beheimatet. In der Folgezeit kehrten auch die Triebwagen zurück.:219 Nach der Elektrifizierung der Strecken nach Paris und Basel endete die Betreuung von Dampflokomotiven durch das BW Straßburg 1957. Im Gegenzug wurden hier nun vermehrt Elektrolokomotiven gewartet, neben den bereits länger hier beheimateten Dieseltriebwagen und einigen Diesellokomotiven.:221 f Zum 1. Januar 1997 waren im BW 140 E-Loks beheimatet.:223
Zu Beginn der 2000er-Jahre kam es zu einer Reihe von Umstrukturierungen: Die Lokomotivführer wurden in einer eigenen Dienststelle organisiert, die Fahrzeuge auf verschiedene Unternehmensbereiche verteilt, die die Fahrzeuge aber weiterhin im BW Straßburg warten ließen.:224 f Die Teile des BW, die sich um die Fahrzeugunterhaltung kümmerten, firmierten ab 2001 zunächst als Établissement de maintenance du materiél (EMM), seit 2008 umbenannt in Technicentre.:224, Anm. 44 Betreut wurde hier zum 1. Januar 2010 eine Zahl von 143 Fahrzeugen,:224 f zehn Jahre später waren es 309.:225